# Horst Brezinski
Horst Dieter Brezinski (* 1947 in Kiel) ist ein deutscher Wirtschaftswissenschaftler.

## Leben
Von 1968 bis 1971 studierte er Volkswirtschaftslehre an der Universität Kiel und von 1971 bis 1973 an der Universität Göttingen (1973 Diplom-Volkswirt, Zusatzfach Osteuropäisches Recht). Nach der Promotion 1978 zum Dr. rer. pol. an der Universität Paderborn und der Habilitation 1992 in Paderborn war er seit 1992 Professor für Volkswirtschaftslehre, speziell für Internationale Wirtschaftsbeziehungen an der TU Bergakademie Freiberg.